# 하워드 M. 미첼
하워드 M. 미첼(Howard M. Mitchell, 1883년 12월 11일 ~ 1958년 10월 9일)은 미국의 배우, 영화 감독, 영화배우이다.

## 영화
- 익스프레스 (1952년)
- 파더스 리틀 디버덴드 (1951년) - 폴리스맨 역
- 아이언 맨 (1951년)
- 스톰 워닝 (1951년)
- 아스팔트 정글 (1950년)
- 애니 넘버 캔 플레이 (1949년)
- 룩 포 더 실버 리닝 (1949년)
- 즐거운 여름 (1949년)
- 마이 프렌드 어머 (1949년)
- 조용히 나를 따라와요 (1949년)
- 어 소던 양키 (1948년)
- 스테이트 오브 더 유니온 (1948년)
- 잔인한 힘 (1947년)
- 조로의 아들 (1947년)
- 골든 이어링 (1947년)
- 틸 더 클라우즈 롤 바이 (1946년)
- 노 리브, 노 러브 (1946년)
- 러브 래프 앳 앤디 하디 (1946년)
- 투 가이스 프럼 밀워키 (1946년)
- 아틀란틱 시티 (1944년)
- 일곱 번째 희생자 (1943년)
- 탱크 유어 럭키 스타스 (1943년)
- 팜 비치 스토리 (1942년)
- 설리반의 여행 (1942년)
- 철완 짐 (1942년)
- 딕 트레이시 대 범죄 주식회사 (1941년)
- 캐슬 온 더 허드슨 (1940년)
- 리틀 넬리 켈리 (1940년)
- 생쥐와 인간 (1939년)
- 코멧 오버 브로드웨이 (1938년)
- 데이 원트 포겟 (1937년) - 폴리스 캡틴 역
- 내일을 위한 길 (1937년)
- 콜리지 홀리데이 (1936년)
- 스윗 애더라인 (1934년)